# Биранд, Юсуф Иззет
Юсуф Иззет Биранд (тур. Yusuf İzzet Birand, 1902 — 12 февраля 1968) — турецкий военный врач, преподаватель и политик.

## Биография
Родился в 1902 году в Карамане. Учился на военной кафедре медицинского лицея при Стамбульском университете. Затем проходил интернатуру в военно-медицинском лицее Гюльхане. По окончании обучения получил специальность военного врача и звание лейтенанта. После этого служил в армии.
Затем получил звания капитана (1927), майора и подполковника (1941). В 1941 году был назначен в военно-медицинский лицей Гюльхане. 19 января 1946 года уволился с военной службы. На следующий же день получил должность преподавателя в Анкарском университете. В 1955-57 годах занимал пост ректора там же. 23 сентября 1957 года уволился из университета, чтобы заняться политикой. В 1957 году баллотировался в парламент, но не был избран. После этого возобновил преподавание. С 30 января 1958 года преподавал в Эгейском университете. С 1 марта 1958 года по 1 декабря 1959 года занимал должность декана медицинского факультета. 28 апреля 1961 года ушёл с поста, чтобы повторно попробовать себя на политическом поприще.
В 1961 году был избран членом сената от партии справедливости. В 1964 году был переизбран, 23 июня того же года вышел из партии справедливости и вступил в республиканскую народную партию. В 1966 году был повторно переизбран. Занимал пост сенатора вплоть до своей смерти, которая наступила 12 февраля 1968 года.